# Иващенко, Анатолий Самойлович
Анатолий Самойлович Иващенко (4 сентября 1939, Черкасская область, Украинская ССР) — бригадир комплексной бригады строительного управления № 4 треста «Азовстальстрой» Министерства строительства предприятий тяжёлой индустрии Украинской ССР, Донецкая область. Герой Социалистического Труда (1984).

## Биография
Родился в 1939 году в одном из населённых пунктов современной Черкасской области. В 1961 году окончил профессиональное техническое училище, после которого трудился на всесоюзной стройке в строительном управлении № 4 треста «Азовстальсрой» в Жданове. В 1962 году назначен бригадиром комплексной бригады, которая строила новые цеха металлургических комбинатов имени Ильича и «Азовсталь» в Жданове. За выдающиеся трудовые достижения в 1973 году награждён Орденом Трудового Красного Знамени и в 1978 году — Орденом Ленина.
Бригада под его руководством во время Одиннадцатой пятилетки (1981—1985) строила прокатный стан на Ждановском металлургическом комбинате имени Ильича и досрочно выполнила производственные задания. Указом Президиума Верховного Совета СССР от 15 июня 1984 года удостоен звания Героя Социалистического Труда за «выдающиеся производственные успехи, достигнутые при сооружении комплекса толстолистового прокатного стана „3000“ на Жданорвском металлургическом комбинате имени Ильича Министерства чёрной металлургии Украинской ССР, и проявленный трудовой героизм» с вручением ордена Ленина и золотой медали «Серп и Молот» (№ 20331).
После выхода на пенсию проживает в Мариуполе.
Награды
- Герой Социалистического Труда
- Орден Ленина — дважды (08.06.1978; 1984)
- Орден Трудового Красного Знамени (26.12.1973)